# St. Jakobus der Ältere (Todtnauberg)

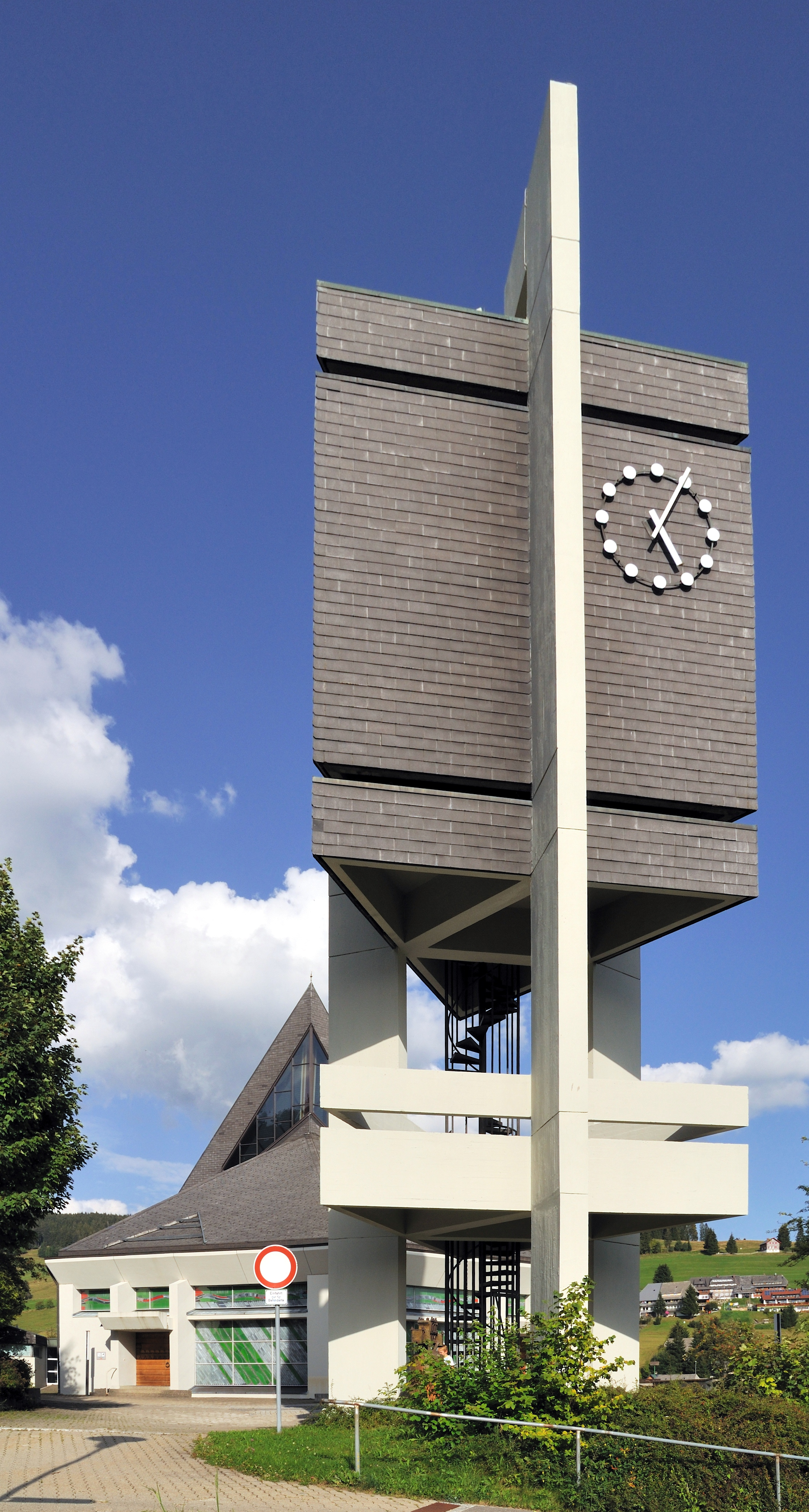
Kirche St. Jakobus der Ältere in Todtnau-Todtnauberg

Die Kirche St. Jakobus der Ältere ist eine römisch-katholische Pfarrkirche im Todtnauer Stadtteil und Luftkurort Todtnauberg. Sie ersetzte Ende der 1960er Jahre eine ältere Kirche, die Ende des 18. Jahrhunderts im Barockstil eröffnet wurde. Aufgrund ihres Standorts auf 1010 Meter Höhe ist sie eine der höchstgelegenen Kirchen in Baden-Württemberg. Charakteristisch für den expressiven Betonbau ist eine markante Zeltdachkonstruktion.

## Geschichte

### Erste Kirche
Ursprünglich oblag die kirchliche Betreuung des oberen Wiesentals in der Pfarrei von Tegernau. Mit Gründung der Pfarrei in Schönau im Schwarzwald 1164 übernahm deren Seelsorger die Betreuung; 1288 erhielt Todtnau seinen eigenen Pfarrer. Erst 1784 wuchs das Bedürfnis der Gemeinde Todtnauberg nach einer eigenen Kirche. Das von 1793 bis 1794 erbaute Gotteshaus wurde am 30. November 1794 durch den Breisacher Dekan Karl Berger geweiht und am 7. Juli 1805 durch den Konstanzer Weihbischof konsekreiert. 1811 wurde Todtnauberg der Status einer Pfarrei zuerkannt. Im Jahr 1812 erhielt die Kirche eine Orgel aus Horben. 1826 wurde der Kirche ein neuer Hochaltar gestiftet. Kleinere Arbeiten wurden 1832 durch den Stuckateur Jodok Friedrich Wilhelm durchgeführt. Da Anfang des 19. Jahrhunderts die Bevölkerung stark anwuchs, erwog man 1840, die Kirche zu vergrößern. Da sich die Entwicklung jedoch nicht fortsetze, verfolgte man die Pläne nicht mehr weiter.

### Heutige Kirche
Die erneut steigende Bevölkerung sowie die wachsende Bedeutung des Ortes als Luftkurort – in der Hochsaison beherbergt Todtnauberg ein Vielfaches seiner Einwohner als Gäste – führten zu erneuten Überlegungen nach der Neugestaltung des Gotteshauses. Man entschied sich zum völligen Neubau, der in den Jahren 1967 bis 1970 als Betonbau umgesetzt wurde. Der Entwurf stammt vom Lörracher Architekten Johannes Birkner. Die Vorgängerkirche wurde 1969 abgebrochen. Die Weihe von St. Jakobus nahm Erzbischof Hermann Schäufele aus Freiburg am 19. Juli 1970 vor. Die alte Pfarrkirche, die auf dem heutigen Parkplatz gegenüber dem Hotel Engel stand, wurde abgerissen. Lediglich das alte Pfarrhaus, das in Privatbesitz überging, besteht noch. Ende der 1980er Jahre musste die Kirche kostspielig saniert werden.

## Beschreibung

### Lage und Kirchenbau
Die Pfarrkirche St. Jakobus steht auf 1010 Meter Höhe im Luftkurort Todtnauberg und ist damit eine der höchstgelegenen Kirchen Baden-Württembergs. Der Grundriss des Gotteshauses entwickelt sich aus gleichseitigen Dreiecken, welche sinnbildlich für die Dreifaltigkeit stehen. Damit entsteht ein Bauwerk in Form eines gestreckten Sechsecks, was 34 Meter lang und 24,5 Meter breit und hoch ist. Das Dach wird von zwei unterschiedlich hohen Zeltdächern gebildet, die aus anthrazit gestrichenem Nadelholz bestehen. Durch den Versatz der beiden Zeltdächer entstehen spitzwinklige Dreiecksflächen, die als Oberlicht für den Altarraum dienen. Die großflächige Verglasung an der Dachspitze schuf der Künstler Georg Meistermann. In einem nördlichen Anbau befindet sich das Gemeindehaus.
Zur Südseite erstreckt sich ein Vorplatz auf dem deutlich vom Hauptbau abgesetzt ein 18 Meter hoher Campanile steht. Schlanke, vertikal verlaufende Betonstelzen, die an der Spitze zusammenlaufen tragen einen prismenförmigen Glockenstuhl mit dreieckigem Grundriss. Der Glockenstuhl hat im unteren und oberen Bereich Schallschlitze und ist wie das Dach in anthrazit gehalten. Zu allen drei Seiten befinden sich Zifferblätter der Turmuhr.

### Innenraum und Ausstattung
Im Kircheninneren sind die Wände bis auf ein schmales Fensterband hochgezogen. Die steil ansteigende Zeltdachkonstruktion unterteilt das Kirchenschiff in zwei unterschiedlich hohe Bereiche. In der Mitte des Kirchenschiffs treffen sich die beiden unterschiedlich hohen Dachschrägen, durch deren Versatz Glasfenster Licht ins Innere werfen.
Im Eingangsbereich befindet sich ein Taufrondell des Künstlers Franz Gutmann aus dem Münstertal/Schwarzwald, das den Grundstein mit dem Jahr des Baubeginns 1967 trägt. In der Mitte des Rondells befindet sich der Taufstein, der aus einem Findling aus Schwarzwald-Granit gefertigt wurde. Ebenfalls von Gutmann stammen der Altar aus Granit, der Tabernakel sowie das aus Bronze gegossene Kreuz und der Ambo. Auch die beiden Portale, die den „Guten Hirten“ und den „Heiligen Jakobus als Fischer“ darstellen, wurden von Gutmann aus Eichenholz geschnitzt. Der Kreuzweg aus Mosaiksteinen schuf der Freiburger Künstler Benedikt Schaufelberger. Die Stationsbilder aus dem Jahr 1967 begleiteten zunächst den 1906 eröffneten Weg zur Lourdesgrotte im Wald Richtung Aftersteg und wurden 1977 in die Kirche geholt.
Aus der nicht mehr vorhandenen St.-Jakobus-Kapelle stammt die Statue des Kirchenpatrons aus dem Jahr 1606. Von der Figur an der linken Wand ist nur noch der Torso erhalten, manche Attribute fehlen, zu erkennen sind noch Pilgerhut, Tasche und Stab. Rechts vom Altar befindet sich eine Madonnenstatue mit Kind aus dem 19. Jahrhundert, die aus der Vorgängerkirche übernommen wurde.

### Orgel und Glocken

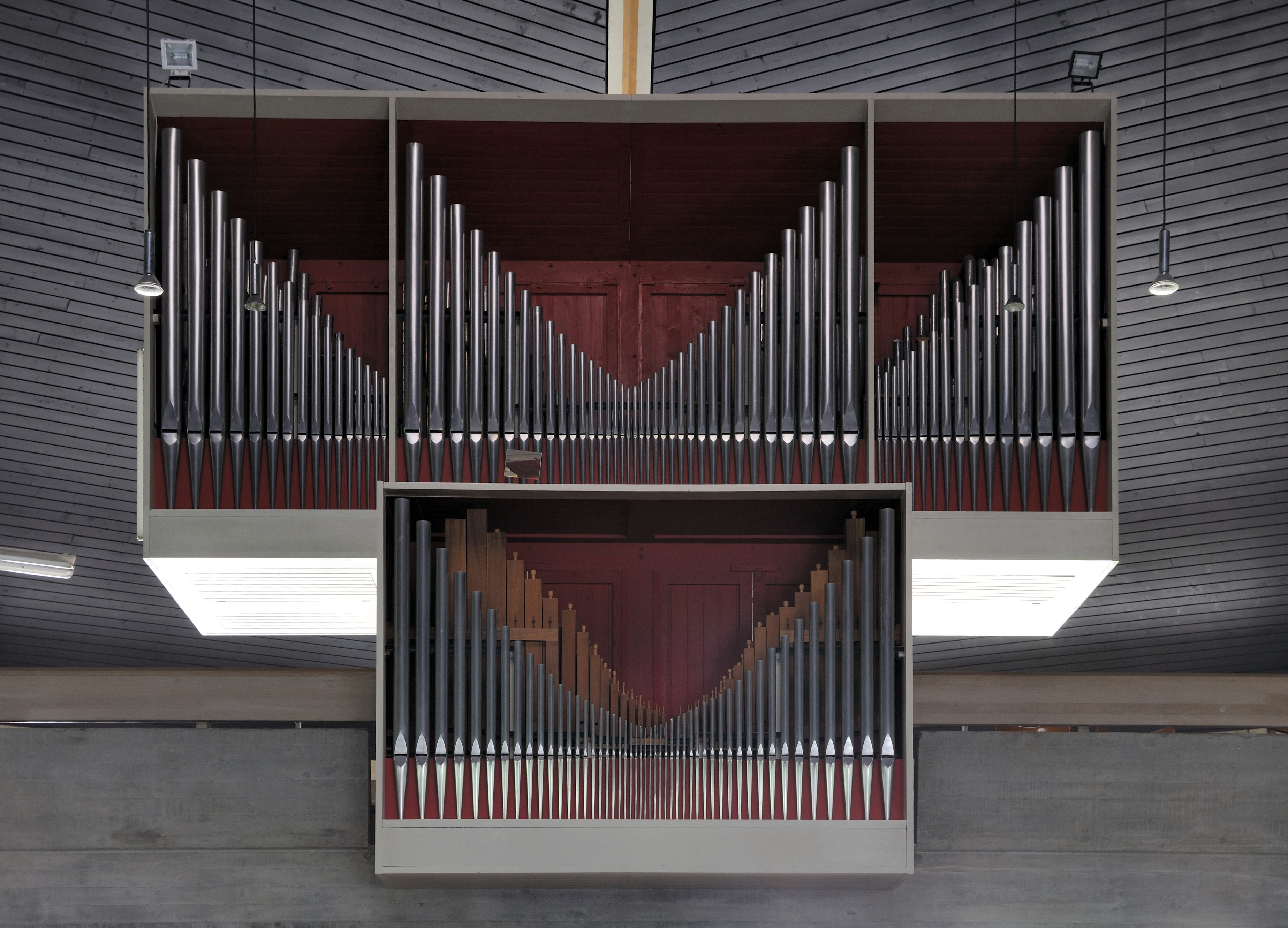
Orgel

Die Orgel aus dem Jahr 1969 wurde von der Werkstatt August Späth hergestellt und steht auf der breiten Betonempore zwischen dem Gestühl und dem Taufrondell. Das Instrument mit Schleifladen verfügt über 21 Register auf zwei Manualen und Pedal.
Die Kirche verfügt über ein vierstimmiges Geläut, das 1968 von Friedrich Wilhelm Schilling aus Heidelberg gegossen wurde:
| Nr. | Name               | Durchmesser | Gewicht | Schlagton |
| --- | ------------------ | ----------- | ------- | --------- |
| 1   | Dreifaltigkeit     | 1113 mm0    | 1163 kg | ges′      |
| 2   | Jakobus der Ältere | 762 mm      | 1032 kg | as′       |
| 3   | Michael            | 546 mm      | 0923 kg | b′        |
| 4   | Maria              | 461 mm      | 0849 kg | des″      |